# Alban Butler
Pour les articles homonymes, voir Butler.
Alban Butler, prêtre catholique anglais (né en octobre 1710 dans le comté de Northampton, mort le 15 mai 1773 à Saint-Omer) est l'auteur d'une Vie des saints et martyrs (1745) qui a longtemps fait référence. Son neveu est Charles Butler.

## Biographie
Il étudia au collège anglais de Douai, y enseigna ensuite la philosophie et la théologie, et fut ordonné prêtre en 1734. En 1745, il se signala à l'attention du Duc de Cumberland par son zèle auprès des soldats anglais blessés à Fontenoy. L'année suivante, il servit de mentor dans leur Grand Tour aux fils du comte de Shrewsbury, qui devinrent plus tard tous deux évêques.
Il végéta quelque temps comme prosélyte dans les paroisses du Staffordshire, avant d'obtenir la charge de principal du collège anglais de Saint-Omer, qu'il assura jusqu'à sa disparition. Il exerçait à discrétion les fonctions de vicaire-général pour les évêques d'Arras, Saint-Omer, Ypres et Boulogne-Sur-Mer. Butler rentra en Angleterre en 1749 et obtint l'office de chapelain to the Duc de Norfolk, dont il accompagna le neveu et héritier, Edward Howard, dans son voyage à Paris. C'est là qu'il mit la dernière main à sa Vie des Saints. Ses cendres reposent dans l'église Saint-Denis de Saint-Omer.

## LaVie des saints et martyrs
Il est auteur d'une Vie des Saints particulièrement documentée. Cet ouvrage encyclopédique (5 volumes in-8°), qui parut pour la première fois en 1745, a été souvent réimprimé depuis le XIXe siècle, non sans de grandes augmentations. La traduction en français (1763) a été assurée par les abbés Jean-François Godescard (chanoine de Saint-Honoré) et Joseph-François Marie, professeur de philosophie et de mathématiques.
- édition française originale de 1784 en 12 vol.
- édition de 1808 en 13 vol. in-8°, (à Toulouse)
- Vie des pères, martyrs, et autres principaux saints, tirés des actes originaux et des monuments les plus antiques, avec des notes historiques et critiques, Alban Butler, ouvrage traduit et augmenté par l'Abbé Godescard, chanoine de Saint-Honoré, Paris, 20 rue Cassette, 1834, 10 grand in-8°.
- éditions de 1836, 14 vol. in-8°.

## Source
Cet article comprend des extraits du Dictionnaire Bouillet. Il est possible de supprimer cette indication, si le texte reflète le savoir actuel sur ce thème, si les sources sont citées, s'il satisfait aux exigences linguistiques actuelles et s'il ne contient pas de propos qui vont à l'encontre des règles de neutralité de Wikipédia.